# Équipe de France de futsal au Championnat d'Europe 2018
Cet article relate le parcours de l’équipe de France de futsal lors du Championnat d'Europe de futsal 2018 organisé en Slovénie du 30 janvier au 10 février 2018.
Pour la première fois de son histoire, l'équipe de France participe à un Championnat d'Europe de futsal, après avoir atteint les barrages de qualifications déjà historique. Les Bleus sont la première nation amateure à réussir à se qualifier pour l'Euro ainsi que la première équipe à atteindre la phase finale en passant par le tour préliminaire depuis 2012.
En phase de groupe, la France commence par affronter l'Espagne, tenant du titre, qu'elle neutralise (4-4). La défaite face à l'Azerbaïdjan lors du second match (3-5) élimine les Bleus.
Lors de ses deux rencontres, Pierre Jacky aligne le même cinq de départ (Haroun - Aigoun, Ramirez, Mohammed, Mouhoudine). Souheil Mouhoudine est le joueur le plus décisif avec un but par match et aussi deux passes décisives. Abdessammad Mohammed suit avec aussi deux réalisations mais une seule offrande.

## Contexte
Jamais auparavant, l'équipe de France de futsal n'a réussi à se qualifier pour une compétition majeure, que ce soit en Coupe du monde ou au Championnat d'Europe, elle échoue toujours aux portes de la phase finale.
Le groupe de joueurs formant l'équipe nationale est alors stable depuis deux années.
La France devient la 19e nation à disputer une phase finale. En 2018, la France est la seule nation à participer à son premier Euro. Les Bleus sont aussi la seule équipe amateur à s'aligner dans le tournoi.

## Qualification

### Tour préliminaire
Parmi les 26 équipes européennes les moins bien classées, l'équipe de France est placée dans le groupe F du tour préliminaire des qualifications pour l'Euro 2018. Au sein de la Siemens Arena de Vilnius, les Bleus affrontent le pays hôte lituanien et Andorre dans un tournoi à trois équipes.
Fin janvier 2017, un an avant le début de la compétition, les joueurs de l'Hexagone se défont premièrement d'Andorre (5-0) avant de confirmer et prendre la première place qualificative contre l'équipe locale le lendemain (3-1).
Les Bleus rejoignent les 21 équipes entrant au tour principal accompagnées des six autres qualifiés du tour préliminaire.
| Rang | Équipe   | Pts | J | G | N | P | Bp | Bc | Diff |
| ---- | -------- | --- | - | - | - | - | -- | -- | ---- |
| 1    | France   | 6   | 2 | 2 | 0 | 0 | 8  | 1  | +7   |
| 2    | Lituanie | 3   | 2 | 1 | 0 | 1 | 6  | 4  | +2   |
| 3    | Andorre  | 0   | 2 | 0 | 0 | 2 | 1  | 10 | -9   |

### Second tour
Placé dans le groupe 7 du tour principal de qualification pour l'Euro 2018, la France affronte la Russie, la Slovaquie et la Turquie, qui accueille le tournoi début mai 2017 dans le district de Büyükçekmece, à Istanbul.

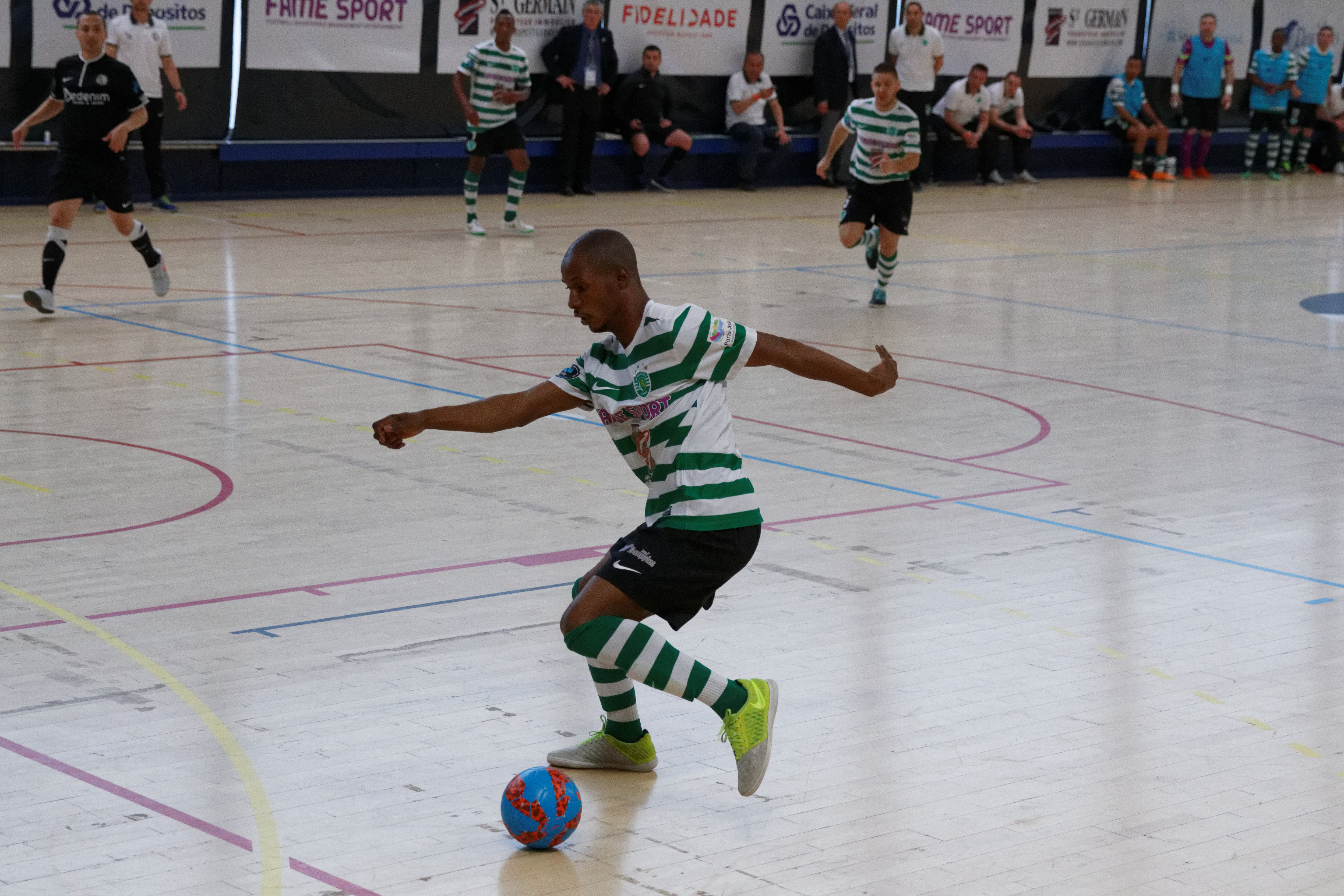
Adrien Gasmi marque un triplé contre la Turquie.

Les Bleus s'inclinent contre le favori russe (0-5) avant de conserver leurs chances face aux Turcs grâce notamment à un triplé d'Adrien Gasmi (5-1). Dans la finale du groupe, les Français renversent l'équipe slovaque qui ouvre le score (4-1) avec deux doublés de Sid Belhaj et Abdessamad Mohammed, et accèdent aux barrages.
| Rang | Équipe    | Pts | J | G | N | P | Bp | Bc | Diff |
| ---- | --------- | --- | - | - | - | - | -- | -- | ---- |
| 1    | Russie    | 9   | 3 | 3 | 0 | 0 | 10 | 0  | +10  |
| 2    | France    | 6   | 3 | 2 | 0 | 1 | 9  | 7  | +2   |
| 3    | Slovaquie | 3   | 3 | 1 | 0 | 2 | 9  | 16 | -7   |
| 3    | Turquie   | 0   | 3 | 0 | 0 | 3 | 2  | 17 | -15  |

### Barrage

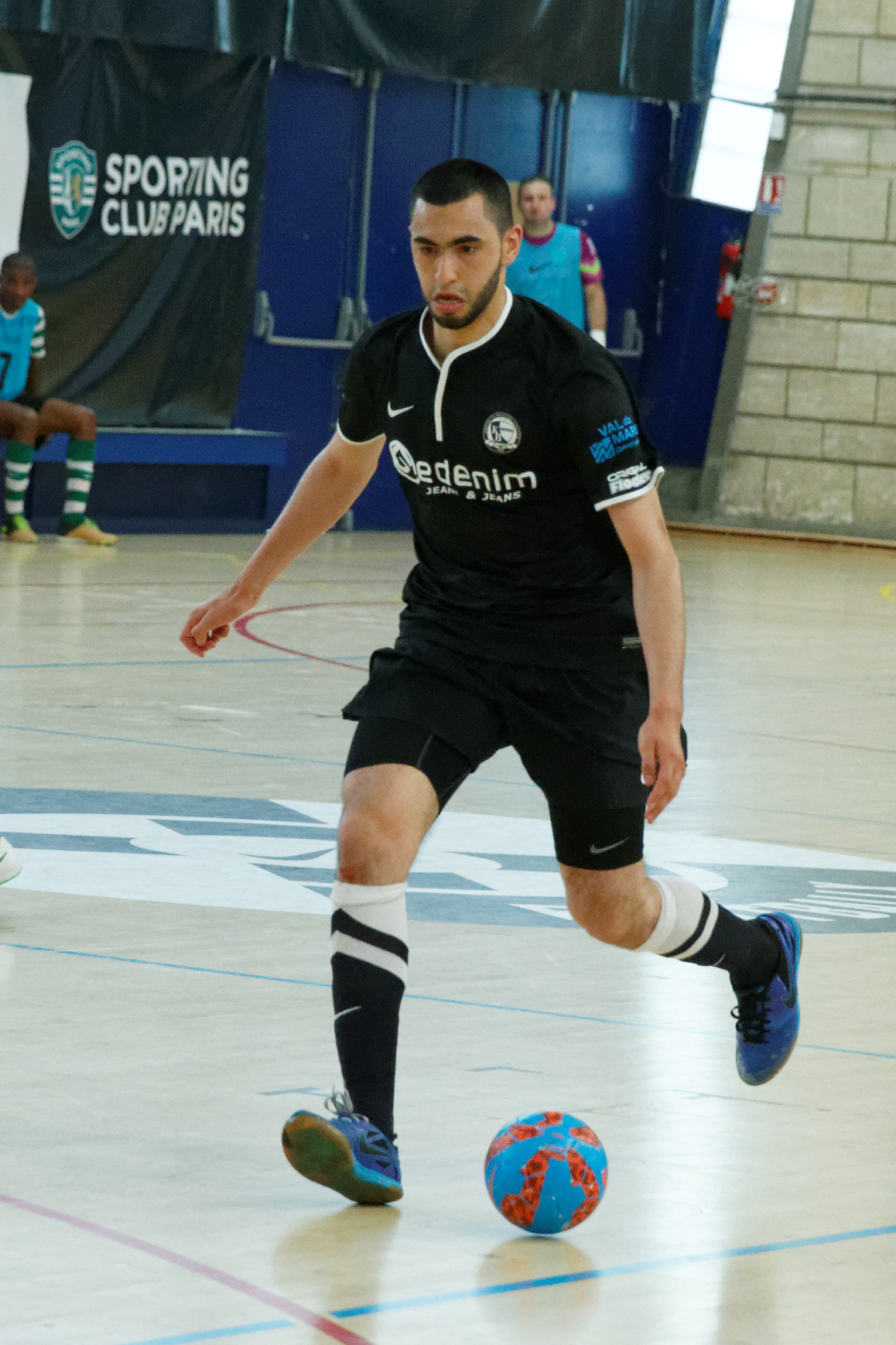
A. Mohammed termine meilleur buteur français des qualifications.

L'équipe de France de futsal (32e mondial) se qualifie pour les barrages de qualification pour l'Euro 2018 où elle affronte la Croatie (11e). Avant la double confrontation, les Bleus jouent et gagnent un match amical de préparation en Pologne fin août (3-4).
Mi-septembre, lors du barrage aller à Orchies où 4000 spectateurs sont attendus (record sur le sol français), les deux équipes font égalité (1-1). Le retour a lieu à Dubrovnik (5-4). Menés 2-1 à la mi-temps, Kévin Ramirez égalise avant un triplé de Landry N'Gala, dont le dernier but à neuf secondes de la fin (32e, 33e et 40e), alors que les Croates sont revenus à égalité.

L'équipe de France devient la première nation amateure à réussir à se qualifier pour l'Euro, au terme d'une odyssée de sept matches. Elle devient aussi la première équipe à atteindre la phase finale en passant par le tour préliminaire, depuis la Turquie en 2012. Abdessamad Mohammed termine meilleure buteur français avec six buts marqués.

### Détails des rencontres et effectif en qualification
| Titulaires :      |                   |  |
|                   |                   |  |
| 1                 | Rubio             |  |
| 7                 | Perez             |  |
| 9                 | Debboun           |  |
| 11                | Cabinho           |  |
| 14                | D. Férriz         |  |
|                   |                   |  |
| Remplaçants :     |                   |  |
| 13                | Ferreira          |  |
| 2                 | Jordi Ferreiro    |  |
| 3                 | Mesquita          |  |
| 5                 | Rodríguez         |  |
| 6                 | Raventos Prat     |  |
| 8                 | Raventós          |  |
| 10                | Barbosa           |  |
| 17                | Regalo Figueiredo |  |
|                   |                   |  |
| Sélectionneur :   |                   |  |
| Xavier De La Rosa |                   |  |

| Titulaires :    |             |  |
|                 |             |  |
| 1               | Haroun      |  |
| 2               | Belhaj      |  |
| 8               | Aigoun      |  |
| 10              | A. Mohammed |  |
| 19              | Gasmi       |  |
|                 |             |  |
| Remplaçants :   |             |  |
| 12              | Kerroumi    |  |
| 16              | Durot       |  |
| 6               | Hamdoud     |  |
| 7               | Kebe        |  |
| 9               | Dlimsi      |  |
| 11              | N'Gala      |  |
| 13              | Boudebibah  |  |
| 20              | Mouhoudine  |  |
|                 |             |  |
| Sélectionneur : |             |  |
| Pierre Jacky    |             |  |

| Titulaires :      |                   |  |
|                   |                   |  |
| 1                 | Rubio             |  |
| 7                 | Perez             |  |
| 9                 | Debboun           |  |
| 11                | Cabinho           |  |
| 14                | D. Férriz         |  |
|                   |                   |  |
| Remplaçants :     |                   |  |
| 13                | Ferreira          |  |
| 2                 | Jordi Ferreiro    |  |
| 3                 | Mesquita          |  |
| 5                 | Rodríguez         |  |
| 6                 | Raventos Prat     |  |
| 8                 | Raventós          |  |
| 10                | Barbosa           |  |
| 17                | Regalo Figueiredo |  |
|                   |                   |  |
| Sélectionneur :   |                   |  |
| Xavier De La Rosa |                   |  |

| Titulaires :    |             |  |
|                 |             |  |
| 1               | Haroun      |  |
| 2               | Belhaj      |  |
| 8               | Aigoun      |  |
| 10              | A. Mohammed |  |
| 19              | Gasmi       |  |
|                 |             |  |
| Remplaçants :   |             |  |
| 12              | Kerroumi    |  |
| 16              | Durot       |  |
| 6               | Hamdoud     |  |
| 7               | Kebe        |  |
| 9               | Dlimsi      |  |
| 11              | N'Gala      |  |
| 13              | Boudebibah  |  |
| 20              | Mouhoudine  |  |
|                 |             |  |
| Sélectionneur : |             |  |
| Pierre Jacky    |             |  |

| Titulaires :    |             |  |
|                 |             |  |
| 1               | Haroun      |  |
| 2               | Belhaj      |  |
| 8               | Aigoun      |  |
| 10              | A. Mohammed |  |
| 19              | Gasmi       |  |
|                 |             |  |
| Remplaçants :   |             |  |
| 12              | Kerroumi    |  |
| 16              | Durot       |  |
| 6               | Hamdoud     |  |
| 7               | Kebe        |  |
| 9               | Dlimsi      |  |
| 11              | N'Gala      |  |
| 13              | Boudebibah  |  |
| 14              | Alla        |  |
| 20              | Mouhoudine  |  |
|                 |             |  |
| Sélectionneur : |             |  |
| Pierre Jacky    |             |  |

| Titulaires :       |              |  |
|                    |              |  |
| 16                 | Labuckas     |  |
| 4                  | Juchno       |  |
| 9                  | Šteinas      |  |
| 10                 | Jeremejev    |  |
| 14                 | Gulbinas     |  |
|                    |              |  |
| Remplaçants :      |              |  |
| 1                  | Duršlikas    |  |
| 3                  | Radavičius   |  |
| 5                  | Zagurskas    |  |
| 6                  | Olencevičius |  |
| 7                  | Smolkovas    |  |
| 8                  | Sendžikas    |  |
| 11                 | Buinickij    |  |
| 13                 | Bučma        |  |
| 15                 | Sakalis      |  |
|                    |              |  |
| Sélectionneur :    |              |  |
| Kęstutis Rudžionis |              |  |

| Titulaires :    |             |  |
|                 |             |  |
| 1               | Haroun      |  |
| 2               | Belhaj      |  |
| 8               | Aigoun      |  |
| 10              | A. Mohammed |  |
| 19              | Gasmi       |  |
|                 |             |  |
| Remplaçants :   |             |  |
| 12              | Kerroumi    |  |
| 16              | Durot       |  |
| 6               | Hamdoud     |  |
| 7               | Kebe        |  |
| 9               | Dlimsi      |  |
| 11              | N'Gala      |  |
| 13              | Boudebibah  |  |
| 14              | Alla        |  |
| 20              | Mouhoudine  |  |
|                 |             |  |
| Sélectionneur : |             |  |
| Pierre Jacky    |             |  |

| Titulaires :       |              |  |
|                    |              |  |
| 16                 | Labuckas     |  |
| 4                  | Juchno       |  |
| 9                  | Šteinas      |  |
| 10                 | Jeremejev    |  |
| 14                 | Gulbinas     |  |
|                    |              |  |
| Remplaçants :      |              |  |
| 1                  | Duršlikas    |  |
| 3                  | Radavičius   |  |
| 5                  | Zagurskas    |  |
| 6                  | Olencevičius |  |
| 7                  | Smolkovas    |  |
| 8                  | Sendžikas    |  |
| 11                 | Buinickij    |  |
| 13                 | Bučma        |  |
| 15                 | Sakalis      |  |
|                    |              |  |
| Sélectionneur :    |              |  |
| Kęstutis Rudžionis |              |  |

| Titulaires :     |              |  |
|                  |              |  |
| 12               | Putilov      |  |
| 6                | Chishkala    |  |
| 8                | Éder Lima    |  |
| 10               | Robinho (en) |  |
| 14               | Davydov      |  |
|                  |              |  |
| Remplaçants :    |              |  |
| 1                | Zamtaradze   |  |
| 2                | Shayakhmetov |  |
| 4                | Lyskov       |  |
| 7                | Milovanov    |  |
| 9                | Abramov      |  |
| 11               | Niyazov      |  |
| 13               | Abramovich   |  |
| 17               | Batyrev      |  |
| 18               | Afanasyev    |  |
|                  |              |  |
| Sélectionneur :  |              |  |
| Sergei Skorovich |              |  |

| Titulaires :    |             |  |
|                 |             |  |
| 1               | Haroun      |  |
| 2               | Belhaj      |  |
| 8               | Aigoun      |  |
| 10              | A. Mohammed |  |
| 19              | Gasmi       |  |
|                 |             |  |
| Remplaçants :   |             |  |
| 12              | Kerroumi    |  |
| 16              | Durot       |  |
| 5               | Ramirez     |  |
| 6               | Hamdoud     |  |
| 7               | Kebe        |  |
| 11              | N'Gala      |  |
| 13              | Boudebibah  |  |
| 14              | Alla        |  |
| 20              | Mouhoudine  |  |
|                 |             |  |
| Sélectionneur : |             |  |
| Pierre Jacky    |             |  |

| Titulaires :     |              |  |
|                  |              |  |
| 12               | Putilov      |  |
| 6                | Chishkala    |  |
| 8                | Éder Lima    |  |
| 10               | Robinho (en) |  |
| 14               | Davydov      |  |
|                  |              |  |
| Remplaçants :    |              |  |
| 1                | Zamtaradze   |  |
| 2                | Shayakhmetov |  |
| 4                | Lyskov       |  |
| 7                | Milovanov    |  |
| 9                | Abramov      |  |
| 11               | Niyazov      |  |
| 13               | Abramovich   |  |
| 17               | Batyrev      |  |
| 18               | Afanasyev    |  |
|                  |              |  |
| Sélectionneur :  |              |  |
| Sergei Skorovich |              |  |

| Titulaires :    |             |  |
|                 |             |  |
| 1               | Haroun      |  |
| 2               | Belhaj      |  |
| 8               | Aigoun      |  |
| 10              | A. Mohammed |  |
| 19              | Gasmi       |  |
|                 |             |  |
| Remplaçants :   |             |  |
| 12              | Kerroumi    |  |
| 16              | Durot       |  |
| 5               | Ramirez     |  |
| 6               | Hamdoud     |  |
| 7               | Kebe        |  |
| 11              | N'Gala      |  |
| 13              | Boudebibah  |  |
| 14              | Alla        |  |
| 20              | Mouhoudine  |  |
|                 |             |  |
| Sélectionneur : |             |  |
| Pierre Jacky    |             |  |

| Titulaires :    |                        |  |
|                 |                        |  |
| 16              | Gültekin               |  |
| 5               | Kenan Köseoğlu         |  |
| 8               | Onur Mengi             |  |
| 9               | Muhammed Altunay       |  |
| 20              | Murat Açikel           |  |
|                 |                        |  |
| Remplaçants :   |                        |  |
| 1               | Serkan Mutlu           |  |
| 2               | Altuntaş               |  |
| 3               | Talha Can Vardar       |  |
| 6               | Demir                  |  |
| 7               | Cem Keskin             |  |
| 10              | Cihan Özcan            |  |
| 11              | Yiğitcan Yenilmez      |  |
| 14              | Burak Özdemir          |  |
| 17              | Hüseyin Emirhan Kinlik |  |
|                 |                        |  |
| Sélectionneur : |                        |  |
| Sercan Görgülü  |                        |  |

| Titulaires :    |             |  |
|                 |             |  |
| 1               | Haroun      |  |
| 5               | Ramirez     |  |
| 8               | Aigoun      |  |
| 10              | A. Mohammed |  |
| 19              | Gasmi       |  |
|                 |             |  |
| Remplaçants :   |             |  |
| 12              | Kerroumi    |  |
| 16              | Durot       |  |
| 2               | Belhaj      |  |
| 6               | Hamdoud     |  |
| 7               | Kebe        |  |
| 11              | N'Gala      |  |
| 13              | Boudebibah  |  |
| 14              | Alla        |  |
| 20              | Mouhoudine  |  |
|                 |             |  |
| Sélectionneur : |             |  |
| Pierre Jacky    |             |  |

| Titulaires :    |                        |  |
|                 |                        |  |
| 16              | Gültekin               |  |
| 5               | Kenan Köseoğlu         |  |
| 8               | Onur Mengi             |  |
| 9               | Muhammed Altunay       |  |
| 20              | Murat Açikel           |  |
|                 |                        |  |
| Remplaçants :   |                        |  |
| 1               | Serkan Mutlu           |  |
| 2               | Altuntaş               |  |
| 3               | Talha Can Vardar       |  |
| 6               | Demir                  |  |
| 7               | Cem Keskin             |  |
| 10              | Cihan Özcan            |  |
| 11              | Yiğitcan Yenilmez      |  |
| 14              | Burak Özdemir          |  |
| 17              | Hüseyin Emirhan Kinlik |  |
|                 |                        |  |
| Sélectionneur : |                        |  |
| Sercan Görgülü  |                        |  |

| Titulaires :    |             |  |
|                 |             |  |
| 1               | Haroun      |  |
| 5               | Ramirez     |  |
| 8               | Aigoun      |  |
| 10              | A. Mohammed |  |
| 19              | Gasmi       |  |
|                 |             |  |
| Remplaçants :   |             |  |
| 12              | Kerroumi    |  |
| 16              | Durot       |  |
| 2               | Belhaj      |  |
| 6               | Hamdoud     |  |
| 7               | Kebe        |  |
| 11              | N'Gala      |  |
| 13              | Boudebibah  |  |
| 14              | Alla        |  |
| 20              | Mouhoudine  |  |
|                 |             |  |
| Sélectionneur : |             |  |
| Pierre Jacky    |             |  |

| Titulaires :    |             |  |
|                 |             |  |
| 1               | Haroun      |  |
| 5               | Ramirez     |  |
| 8               | Aigoun      |  |
| 10              | A. Mohammed |  |
| 19              | Gasmi       |  |
|                 |             |  |
| Remplaçants :   |             |  |
| 12              | Kerroumi    |  |
| 16              | Durot       |  |
| 2               | Belhaj      |  |
| 6               | Hamdoud     |  |
| 7               | Kebe        |  |
| 11              | N'Gala      |  |
| 13              | Boudebibah  |  |
| 14              | Alla        |  |
| 20              | Mouhoudine  |  |
|                 |             |  |
| Sélectionneur : |             |  |
| Pierre Jacky    |             |  |

| Titulaires :    |           |  |
|                 |           |  |
| 4               | Brndiar   |  |
| 5               | Rick      |  |
| 9               | Kozár     |  |
| 11              | Kyjovský  |  |
| 16              | Drahovský |  |
|                 |           |  |
| Remplaçants :   |           |  |
| 15              | Herko     |  |
| 2               | Zdráhal   |  |
| 3               | Rafaj     |  |
| 6               | Belaník   |  |
| 7               | Směřička  |  |
| 8               | Hudek     |  |
| 10              | Višváder  |  |
| 13              | Doša      |  |
| 14              | Bahna     |  |
|                 |           |  |
| Sélectionneur : |           |  |
| Marián Berky    |           |  |

| Titulaires :    |             |  |
|                 |             |  |
| 1               | Haroun      |  |
| 5               | Ramirez     |  |
| 8               | Aigoun      |  |
| 10              | A. Mohammed |  |
| 19              | Gasmi       |  |
|                 |             |  |
| Remplaçants :   |             |  |
| 12              | Kerroumi    |  |
| 16              | Durot       |  |
| 2               | Belhaj      |  |
| 6               | Hamdoud     |  |
| 7               | Kebe        |  |
| 11              | N'Gala      |  |
| 13              | Boudebibah  |  |
| 14              | Alla        |  |
| 20              | Mouhoudine  |  |
|                 |             |  |
| Sélectionneur : |             |  |
| Pierre Jacky    |             |  |

| Titulaires :    |           |  |
|                 |           |  |
| 4               | Brndiar   |  |
| 5               | Rick      |  |
| 9               | Kozár     |  |
| 11              | Kyjovský  |  |
| 16              | Drahovský |  |
|                 |           |  |
| Remplaçants :   |           |  |
| 15              | Herko     |  |
| 2               | Zdráhal   |  |
| 3               | Rafaj     |  |
| 6               | Belaník   |  |
| 7               | Směřička  |  |
| 8               | Hudek     |  |
| 10              | Višváder  |  |
| 13              | Doša      |  |
| 14              | Bahna     |  |
|                 |           |  |
| Sélectionneur : |           |  |
| Marián Berky    |           |  |

| Titulaires :    |               |  |
|                 |               |  |
| 1               | Haroun        |  |
| 6               | Ramirez       |  |
| 8               | Aigoun        |  |
| 10              | A. Mohammed   |  |
| 19              | Gasmi         |  |
|                 |               |  |
| Remplaçants :   |               |  |
| 12              | Kerroumi      |  |
| 16              | Durot         |  |
| 2               | Belhaj        |  |
| 5               | Alla          |  |
| 7               | De Sa Andrade |  |
| 9               | Boudebibah    |  |
| 11              | N'Gala        |  |
| 18              | Kebe          |  |
| 20              | Mouhoudine    |  |
|                 |               |  |
| Sélectionneur : |               |  |
| Pierre Jacky    |               |  |

| Titulaires :    |           |  |
|                 |           |  |
| 12              | Luketin   |  |
| 7               | Jelovčić  |  |
| 8               | Marinović |  |
| 10              | Novak     |  |
| 11              | Suton     |  |
|                 |           |  |
| Remplaçants :   |           |  |
| 1               | Jukić     |  |
| 3               | Grcić     |  |
| 4               | Grbeša    |  |
| 6               | Babić     |  |
| 9               | Perić     |  |
| 13              | Postružin |  |
| 14              | Kanjuh    |  |
| 15              | Horvat    |  |
| 19              | Djurǎs    |  |
|                 |           |  |
| Sélectionneur : |           |  |
| Mato Stanković  |           |  |

| Titulaires :    |               |  |
|                 |               |  |
| 1               | Haroun        |  |
| 6               | Ramirez       |  |
| 8               | Aigoun        |  |
| 10              | A. Mohammed   |  |
| 19              | Gasmi         |  |
|                 |               |  |
| Remplaçants :   |               |  |
| 12              | Kerroumi      |  |
| 16              | Durot         |  |
| 2               | Belhaj        |  |
| 5               | Alla          |  |
| 7               | De Sa Andrade |  |
| 9               | Boudebibah    |  |
| 11              | N'Gala        |  |
| 18              | Kebe          |  |
| 20              | Mouhoudine    |  |
|                 |               |  |
| Sélectionneur : |               |  |
| Pierre Jacky    |               |  |

| Titulaires :    |           |  |
|                 |           |  |
| 12              | Luketin   |  |
| 7               | Jelovčić  |  |
| 8               | Marinović |  |
| 10              | Novak     |  |
| 11              | Suton     |  |
|                 |           |  |
| Remplaçants :   |           |  |
| 1               | Jukić     |  |
| 3               | Grcić     |  |
| 4               | Grbeša    |  |
| 6               | Babić     |  |
| 9               | Perić     |  |
| 13              | Postružin |  |
| 14              | Kanjuh    |  |
| 15              | Horvat    |  |
| 19              | Djurǎs    |  |
|                 |           |  |
| Sélectionneur : |           |  |
| Mato Stanković  |           |  |

| Titulaires :    |           |  |
|                 |           |  |
| 12              | Luketin   |  |
| 7               | Jelovčić  |  |
| 8               | Marinović |  |
| 10              | Novak     |  |
| 11              | Suton     |  |
|                 |           |  |
| Remplaçants :   |           |  |
| 1               | Jukić     |  |
| 3               | Grcić     |  |
| 4               | Grbeša    |  |
| 6               | Babić     |  |
| 9               | Perić     |  |
| 13              | Postružin |  |
| 14              | Kanjuh    |  |
| 15              | Horvat    |  |
| 19              | Djurǎs    |  |
|                 |           |  |
| Sélectionneur : |           |  |
| Mato Stanković  |           |  |

| Titulaires :    |               |  |
|                 |               |  |
| 1               | Haroun        |  |
| 6               | Ramirez       |  |
| 8               | Aigoun        |  |
| 10              | A. Mohammed   |  |
| 20              | Mouhoudine    |  |
|                 |               |  |
| Remplaçants :   |               |  |
| 12              | Kerroumi      |  |
| 16              | Durot         |  |
| 2               | Belhaj        |  |
| 7               | De Sa Andrade |  |
| 9               | Zoubir        |  |
| 11              | N'Gala        |  |
| 14              | Alla          |  |
| 18              | Kebe          |  |
| 19              | Gasmi         |  |
|                 |               |  |
| Sélectionneur : |               |  |
| Pierre Jacky    |               |  |

| Titulaires :    |           |  |
|                 |           |  |
| 12              | Luketin   |  |
| 7               | Jelovčić  |  |
| 8               | Marinović |  |
| 10              | Novak     |  |
| 11              | Suton     |  |
|                 |           |  |
| Remplaçants :   |           |  |
| 1               | Jukić     |  |
| 3               | Grcić     |  |
| 4               | Grbeša    |  |
| 6               | Babić     |  |
| 9               | Perić     |  |
| 13              | Postružin |  |
| 14              | Kanjuh    |  |
| 15              | Horvat    |  |
| 19              | Djurǎs    |  |
|                 |           |  |
| Sélectionneur : |           |  |
| Mato Stanković  |           |  |

| Titulaires :    |               |  |
|                 |               |  |
| 1               | Haroun        |  |
| 6               | Ramirez       |  |
| 8               | Aigoun        |  |
| 10              | A. Mohammed   |  |
| 20              | Mouhoudine    |  |
|                 |               |  |
| Remplaçants :   |               |  |
| 12              | Kerroumi      |  |
| 16              | Durot         |  |
| 2               | Belhaj        |  |
| 7               | De Sa Andrade |  |
| 9               | Zoubir        |  |
| 11              | N'Gala        |  |
| 14              | Alla          |  |
| 18              | Kebe          |  |
| 19              | Gasmi         |  |
|                 |               |  |
| Sélectionneur : |               |  |
| Pierre Jacky    |               |  |

| Détails des performances individuelles françaises lors des qualifications | Détails des performances individuelles françaises lors des qualifications | Détails des performances individuelles françaises lors des qualifications | Détails des performances individuelles françaises lors des qualifications | Détails des performances individuelles françaises lors des qualifications | Détails des performances individuelles françaises lors des qualifications | Détails des performances individuelles françaises lors des qualifications | Détails des performances individuelles françaises lors des qualifications | Détails des performances individuelles françaises lors des qualifications | Détails des performances individuelles françaises lors des qualifications | Détails des performances individuelles françaises lors des qualifications | Détails des performances individuelles françaises lors des qualifications | Détails des performances individuelles françaises lors des qualifications |
| Joueurs                                                                   | Date de naissance                                                         | Club                                                                      | [ 14 ]                                                                    |                                                                           | [ 15 ]                                                                    |                                                                           |                                                                           | [ 16 ]                                                                    | [ 17 ]                                                                    | Titu                                                                      | Remp                                                                      | Buts                                                                      |
| ------------------------------------------------------------------------- | ------------------------------------------------------------------------- | ------------------------------------------------------------------------- | ------------------------------------------------------------------------- | ------------------------------------------------------------------------- | ------------------------------------------------------------------------- | ------------------------------------------------------------------------- | ------------------------------------------------------------------------- | ------------------------------------------------------------------------- | ------------------------------------------------------------------------- | ------------------------------------------------------------------------- | ------------------------------------------------------------------------- | ------------------------------------------------------------------------- |
| Joévin Durot                                                              | 25 novembre 1985                                                          | FMC Roselies                                                              | r                                                                         | r                                                                         | r                                                                         | r                                                                         | r                                                                         | r                                                                         | r                                                                         | -                                                                         | 7                                                                         | -                                                                         |
| Djamel Haroun                                                             | 6 juillet 1983                                                            | Sporting Paris / Roubaix AFS                                              | T                                                                         | T                                                                         | T                                                                         | T                                                                         | T                                                                         | T                                                                         | T                                                                         | 7                                                                         | -                                                                         | -                                                                         |
| Ba El Maarouf Kerroumi                                                    | 1er juin 1994                                                             | Toulon ÉF / SC Hérouville                                                 | r                                                                         | r                                                                         | r                                                                         | r                                                                         | r                                                                         | r                                                                         | r                                                                         | -                                                                         | 7                                                                         | -                                                                         |
| Azdine Aigoun                                                             | 11 mai 1987                                                               | Kremlin-Bicêtre                                                           | T                                                                         | T                                                                         | T                                                                         | T                                                                         | T                                                                         | T                                                                         | T                                                                         | 7                                                                         | -                                                                         | -                                                                         |
| Samir Alla                                                                | 27 janvier 1985                                                           | SC Hérouville                                                             |                                                                           | r                                                                         | r                                                                         | r                                                                         | r                                                                         | r                                                                         | r                                                                         | -                                                                         | 7                                                                         | 1                                                                         |
| Sid Belhaj                                                                | 28 février 1992                                                           | Kremlin-Bicêtre / ACCES FC                                                | T                                                                         | T                                                                         | T                                                                         | r                                                                         | r 2                                                                       | r                                                                         | r                                                                         | 3                                                                         | 4                                                                         | 3                                                                         |
| Nassim Boudebibah                                                         | 22 octobre 1991                                                           | FS Mont D’Or / FCP Échirolles                                             | r                                                                         | r                                                                         | r                                                                         | r                                                                         | r                                                                         | r                                                                         |                                                                           | -                                                                         | 6                                                                         | -                                                                         |
| Michael de Sá Andrade                                                     | 14 août 1995                                                              | Garges Djibson                                                            |                                                                           |                                                                           |                                                                           |                                                                           |                                                                           | r                                                                         | r                                                                         | -                                                                         | 2                                                                         | -                                                                         |
| Anas Dlimsi                                                               | 11 août 1994                                                              | Montpellier MF                                                            | r                                                                         | r                                                                         |                                                                           |                                                                           |                                                                           |                                                                           |                                                                           | -                                                                         | 2                                                                         | -                                                                         |
| Adrien Gasmi                                                              | 25 mars 1986                                                              | Montpellier MF / Kremlin-Bicêtre                                          | T                                                                         | T                                                                         | T                                                                         | T 3                                                                       | T                                                                         | T                                                                         | r                                                                         | 6                                                                         | 1                                                                         | 4                                                                         |
| Kamel Hamdoud                                                             | 10 novembre 1988                                                          | Sporting Paris                                                            | r                                                                         | r                                                                         | r                                                                         | r                                                                         | r                                                                         |                                                                           |                                                                           | -                                                                         | 5                                                                         | 1                                                                         |
| Samba Kebe                                                                | 4 décembre 1987                                                           | Garges Djibson                                                            | r                                                                         | r                                                                         | r                                                                         | r                                                                         | r                                                                         | r                                                                         | r                                                                         | -                                                                         | 7                                                                         | 1                                                                         |
| Abdessamad Mohammed                                                       | 10 décembre 1990                                                          | ACCES FC                                                                  | T 2                                                                       | T                                                                         | T                                                                         | T                                                                         | T 2                                                                       | T                                                                         | T                                                                         | 7                                                                         | -                                                                         | 6                                                                         |
| Souheil Mouhoudine                                                        | 29 mars 1995                                                              | Garges Djibson / ACCES FC                                                 | r                                                                         | r                                                                         | r                                                                         | r                                                                         | r                                                                         | r                                                                         | T                                                                         | 1                                                                         | 6                                                                         | -                                                                         |
| Landry N'Gala                                                             | 8 juin 1993                                                               | Garges Djibson                                                            | r                                                                         | r                                                                         | r                                                                         | r                                                                         | r                                                                         | r                                                                         | r 3                                                                       | -                                                                         | 7                                                                         | 5                                                                         |
| Kévin Ramirez                                                             | 10 août 1987                                                              | Lazio futsal (it) / ACCES FC                                              |                                                                           |                                                                           | r                                                                         | T                                                                         | T                                                                         | T                                                                         | T                                                                         | 4                                                                         | 1                                                                         | 1                                                                         |
| Tarek Zoubir                                                              | 8 mars 1995                                                               | Garges Djibson                                                            |                                                                           |                                                                           |                                                                           |                                                                           |                                                                           |                                                                           | r                                                                         | -                                                                         | 1                                                                         | -                                                                         |

## Préparation
| Préparation barrage | Pologne | 3 – 4   | France |                         |                         |
| 26 août 2017 18h00  |         |         | 4e Aigoun Azdine · 5e 28e 37e Abdessamad Mohammed                                                                             | Koszalin Vidéo du match | Koszalin Vidéo du match |
| 26 août 2017 18h00  |         | Équipes | Durot, Haroun, Kerroumi - Aigoun, Alla, Belhaj, Boudebibah, de Sá Andrade, Gasmi, Kebe, Mohammed, Mouhoudine, N'Gala, Ramirez | Koszalin Vidéo du match | Koszalin Vidéo du match |

| Préparation Euro      | Hongrie | 1 – 4   | France |                                        |                                        |
| 5 décembre 2017 18h00 | ?       | (1 - 2) | 4e Samba Kebe · 16e Boulaye Ba · 39e 40e Michael de Sá Andrade                                                        | Generali Arena, Miskolc Vidéo du match | Generali Arena, Miskolc Vidéo du match |
| 5 décembre 2017 18h00 | rapport |         | | Generali Arena, Miskolc Vidéo du match | Generali Arena, Miskolc Vidéo du match |
| 5 décembre 2017 18h00 |         | Équipes | Durot, Haroun, Kerroumi - Aigoun, Alla, Ba, Belhaj, de Sá Andrade, Gasmi, Kebe, Mohammed, Mouhoudine, N'Gala, Ramirez | Generali Arena, Miskolc Vidéo du match | Generali Arena, Miskolc Vidéo du match |

| Préparation Euro      | Hongrie             | 1 – 4   | France |                                        |                                        |
| 6 décembre 2017 16h00 | Norbert Horváth 35e | (0 - 0) | 20e Adrien Gasmi · 27e 39e Souheil Mouhoudine · 29e Kévin Ramirez                                                     | Generali Arena, Miskolc Vidéo du match | Generali Arena, Miskolc Vidéo du match |
| 6 décembre 2017 16h00 | rapport             |         | | Generali Arena, Miskolc Vidéo du match | Generali Arena, Miskolc Vidéo du match |
| 6 décembre 2017 16h00 |                     | Équipes | Durot, Haroun, Kerroumi - Aigoun, Alla, Ba, Belhaj, de Sá Andrade, Gasmi, Kebe, Mohammed, Mouhoudine, N'Gala, Ramirez | Generali Arena, Miskolc Vidéo du match | Generali Arena, Miskolc Vidéo du match |

| Préparation Euro | France                               | -       | Serbie |          |          |
| 24 janvier 20h00 |                                      |         |        | Novigrad | Novigrad |
| 24 janvier 20h00 | sélection de l'Euro, voir ci-dessous | Équipes |        | Novigrad | Novigrad |

| Préparation Euro | France                               | -       | Italie |          |          |
| 26 janvier 18h00 |                                      |         |        | Novigrad | Novigrad |
| 26 janvier 18h00 | sélection de l'Euro, voir ci-dessous | Équipes |        | Novigrad | Novigrad |

## Personnalités

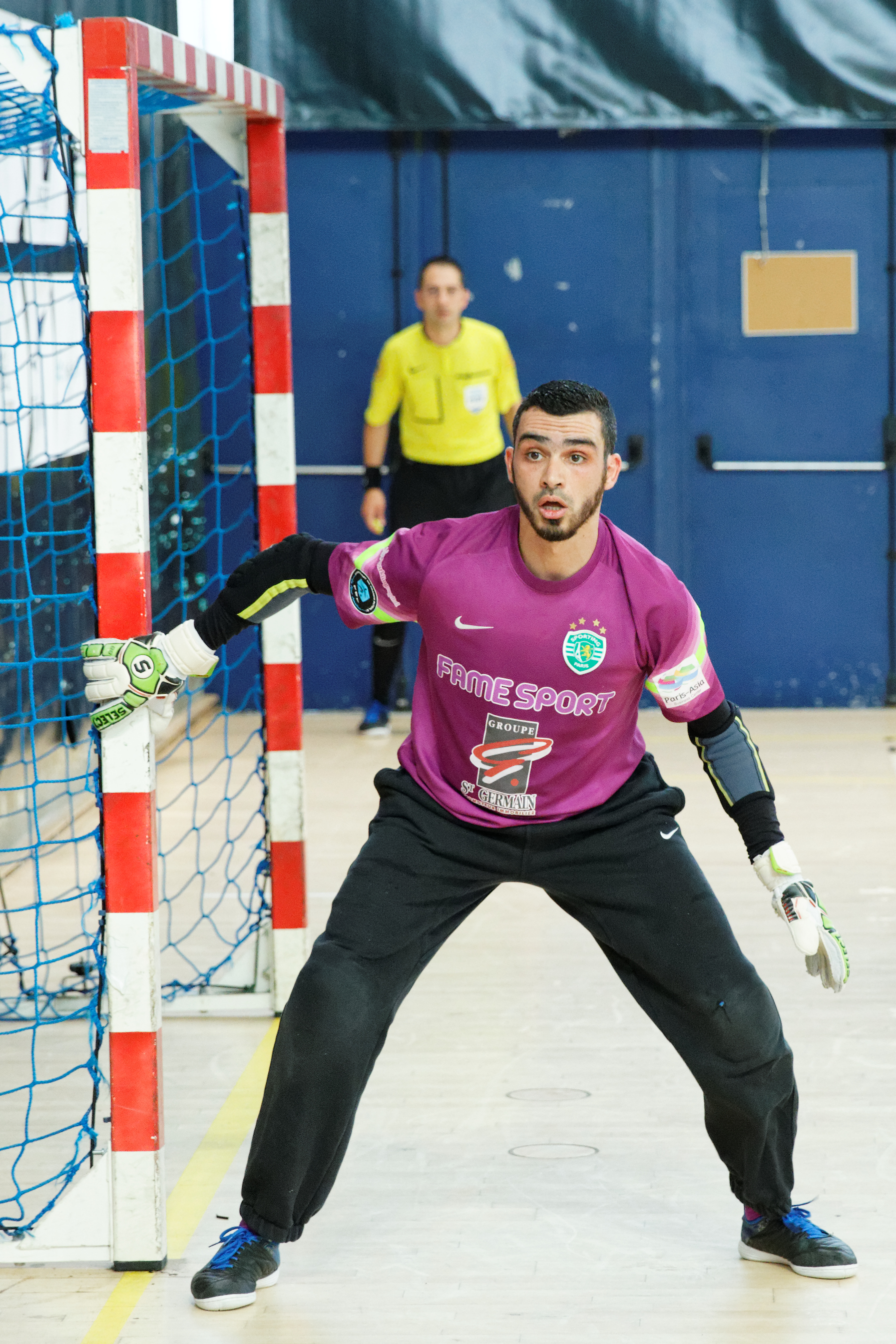
Djamel Haroun, gardien et capitaine de la sélection.

### Joueurs et encadrement
La sélection pour participer à l'Euro 2018 regroupe l'essentiel des joueurs ayant participé à la phase de qualification à l'exception de Kamel Hamdoud, présent à cinq des sept matchs, Nassim Boudebibah (six). Ils sont remplacés numériquement par Michael de Sá Andrade et Boulaye Ba.
L'équipe de France fait partie des quatre seules équipes à sélectionner trois gardiens de but, contrairement aux huit autres nations qui n'en comportent que deux.
Les postes mentionnés se réfèrent à ceux du football. Comprendre que « A - attaquant » désigne les « pivots » et « M - milieu de terrain » les « ailiers ».

### Statistiques
Lors de ses deux rencontres, Pierre Jacky aligne le même cinq de départ (Haroun - Aigoun, Ramirez, Mohammed, Mouhoudine). Tous les joueurs entrent ensuite lors des deux matchs à l'exception de trois joueurs : les deux gardiens remplaçant, Kerroumi et Durot, ainsi que Boulaye Ba.
Souheil Mouhoudine est le joueur le plus décisif avec un but par match et aussi deux passes décisives. Abdessammad Mohammed suit avec aussi deux réalisations et une offrande. Landry N'Gala marque lors du second match et délivre une passe. Samir Alla marque lors du premier match.

#### Matchs joués
| Joueur                 |   |   | T | R | MJ |
| ---------------------- | - | - | - | - | -- |
| Djamel Haroun          | T | T | 2 | - | 2  |
| Azdine Aigoun          | T | T | 2 | - | 2  |
| Abdessamad Mohammed    | T | T | 2 | - | 2  |
| Souheil Mouhoudine     | T | T | 2 | - | 2  |
| Kévin Ramirez          | T | T | 2 | - | 2  |
| Samir Alla             | r | r | - | 2 | 2  |
| Sid Belhaj             | r | r | - | 2 | 2  |
| Michael de Sá Andrade  | r | r | - | 2 | 2  |
| Adrien Gasmi           | r | r | - | 2 | 2  |
| Samba Kebe             | r | r | - | 2 | 2  |
| Landry N'Gala          | r | r | - | 2 | 2  |
| Ba El Maarouf Kerroumi | - | - | - | - | 0  |
| Joévin Durot           | - | - | - | - | 0  |
| Boulaye Ba             | - | - | - | - | 0  |

#### Buts et passes décisives
| Joueur              |             |             | B | PD |
| ------------------- | ----------- | ----------- | - | -- |
| Souheil Mouhoudine  | But inscrit | But inscrit | 2 | 2  |
| Abdessamad Mohammed | But inscrit | But inscrit | 2 | 1  |
| Landry N'Gala       | -           | But inscrit | 1 | 1  |
| Samir Alla          | But inscrit | -           | 1 | -  |
| Azdine Aigoun       | -           | -           | - | 1  |
| Adrien Gasmi        | -           | -           | - | 1  |

## Compétition

### Adversaires
L'équipe de France est placée dans le troisième et dernier chapeau.
Au tirage au sort des groupes, elle se retrouve dans la poule D avec l'Espagne (2e mondial), tenant du titre et nation européenne la plus titrée de l'histoire, et l'Azerbaïdjan, dixième nation mondiale qualifié lors des quatre dernières éditions et quatrième en 2010.

### Résultats

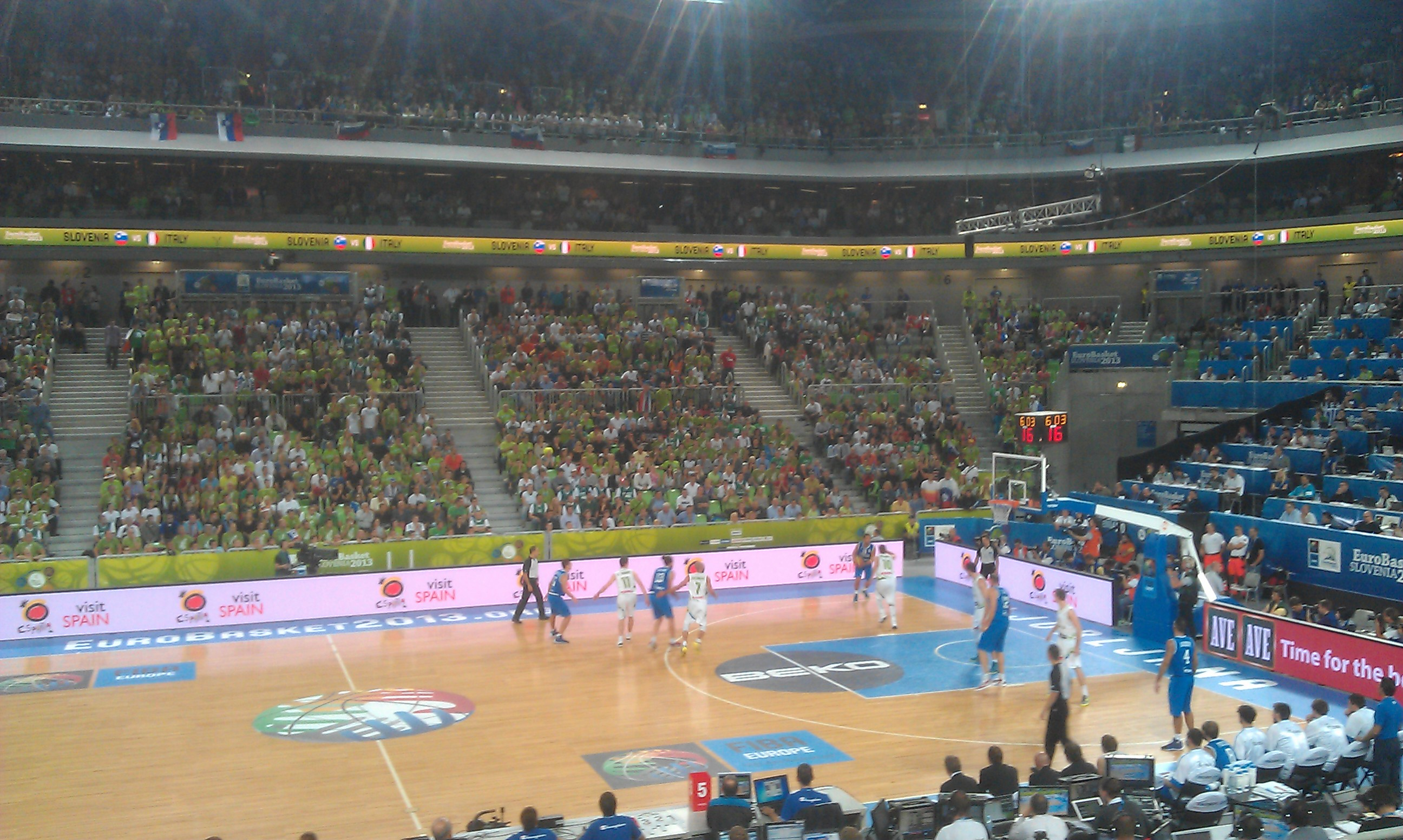
Les matchs ont lieu à la Arena Stožice de Ljubljana.

Misant sur des contres rapides, les semi-professionnels de Pierre Jacky se montrent sans complexes contre les champions en titre espagnols. Dans un match marqué par de nombreuses interceptions et des buts contre son camp, les Bleus mènent 4-2 avant de concéder un corner dévié et à l’égalisation du gardien volant Bébé (en) à deux minutes de la fin. Pour son premier match en phase finale, la France n'a jamais été menée par le champion en titre et compte même deux buts d'avance.
Deux jours plus tard, la France égalise puis prend les devants (2-1). Ensuite elle concède deux buts sur corner qui permet à l’Azerbaïdjan de reprendre l’avantage (2-3) et de le conforter (2-5). Malgré la défaite (3-5), la France reste deuxième, grâce au nombre de buts marqués, au soir de la deuxième journée.
Elle garde l’espoir d’une qualification jusqu’au coup de sifflet final du troisième match serré entre l’Azerbaïdjan et l’Espagne qui, par sa courte victoire (1-0), élimine la sélection tricolore,.
| Rang | Équipe      | Pts | J | G | N | P | Bp | Bc | Diff |
| ---- | ----------- | --- | - | - | - | - | -- | -- | ---- |
| 1    | Espagne     | 4   | 2 | 1 | 1 | 0 | 5  | 4  | +1   |
| 2    | Azerbaïdjan | 3   | 2 | 1 | 0 | 1 | 5  | 4  | +1   |
| 3    | France      | 1   | 2 | 0 | 1 | 1 | 7  | 9  | -2   |

| Date            | Lieu                     | Équipe 1    | Résultat | Équipe 2    |
| --------------- | ------------------------ | ----------- | -------- | ----------- |
| 31 janvier 2018 | Arena Stožice, Ljubljana | Espagne     | 4 – 4    | France      |
| 2 février 2018  | Arena Stožice, Ljubljana | France      | 3 – 5    | Azerbaïdjan |
| 4 février 2018  | Arena Stožice, Ljubljana | Azerbaïdjan | 0 – 1    | Espagne     |

### Détails des rencontres
| Titulaires :        |               |  |
|                     |               |  |
| 1                   | Paco Sedano   |  |
| 2                   | Ortiz         |  |
| 7                   | Pola (en)     |  |
| 10                  | Rafa Usín     |  |
| 15                  | Joselito      |  |
|                     |               |  |
| Remplaçants :       |               |  |
| 13                  | Jesus Herrero |  |
| 4                   | Bebe (en)     |  |
| 5                   | Adolfo        |  |
| 6                   | Solano        |  |
| 8                   | Lin (en)      |  |
| 9                   | Sergio Lozano |  |
| 11                  | Miguelín      |  |
| 14                  | Alex          |  |
|                     |               |  |
| Sélectionneur :     |               |  |
| José Venancio Lopez |               |  |

| Titulaires :    |                        |  |
|                 |                        |  |
| 1               | Djamel Haroun          |  |
| 6               | Kévin Ramirez          |  |
| 8               | Azdine Aigoun          |  |
| 10              | Abdessamad Mohammed    |  |
| 20              | Souheil Mouhoudine     |  |
|                 |                        |  |
| Remplaçants :   |                        |  |
| 12              | Ba El Maarouf Kerroumi |  |
| 16              | Joévin Durot           |  |
| 2               | Sid Belhaj             |  |
| 5               | Boulaye Ba             |  |
| 7               | Michael de Sá Andrade  |  |
| 11              | Landry N'Gala          |  |
| 14              | Samir Alla             |  |
| 18              | Samba Kebe             |  |
| 19              | Adrien Gasmi           |  |
|                 |                        |  |
| Sélectionneur : |                        |  |
| Pierre Jacky    |                        |  |

| Titulaires :        |               |  |
|                     |               |  |
| 1                   | Paco Sedano   |  |
| 2                   | Ortiz         |  |
| 7                   | Pola (en)     |  |
| 10                  | Rafa Usín     |  |
| 15                  | Joselito      |  |
|                     |               |  |
| Remplaçants :       |               |  |
| 13                  | Jesus Herrero |  |
| 4                   | Bebe (en)     |  |
| 5                   | Adolfo        |  |
| 6                   | Solano        |  |
| 8                   | Lin (en)      |  |
| 9                   | Sergio Lozano |  |
| 11                  | Miguelín      |  |
| 14                  | Alex          |  |
|                     |               |  |
| Sélectionneur :     |               |  |
| José Venancio Lopez |               |  |

| Titulaires :    |                        |  |
|                 |                        |  |
| 1               | Djamel Haroun          |  |
| 6               | Kévin Ramirez          |  |
| 8               | Azdine Aigoun          |  |
| 10              | Abdessamad Mohammed    |  |
| 20              | Souheil Mouhoudine     |  |
|                 |                        |  |
| Remplaçants :   |                        |  |
| 12              | Ba El Maarouf Kerroumi |  |
| 16              | Joévin Durot           |  |
| 2               | Sid Belhaj             |  |
| 5               | Boulaye Ba             |  |
| 7               | Michael de Sá Andrade  |  |
| 11              | Landry N'Gala          |  |
| 14              | Samir Alla             |  |
| 18              | Samba Kebe             |  |
| 19              | Adrien Gasmi           |  |
|                 |                        |  |
| Sélectionneur : |                        |  |
| Pierre Jacky    |                        |  |

| Titulaires :    |                        |  |
|                 |                        |  |
| 1               | Djamel Haroun          |  |
| 6               | Kévin Ramirez          |  |
| 8               | Azdine Aigoun          |  |
| 10              | Abdessamad Mohammed    |  |
| 20              | Souheil Mouhoudine     |  |
|                 |                        |  |
| Remplaçants :   |                        |  |
| 12              | Ba El Maarouf Kerroumi |  |
| 16              | Joévin Durot           |  |
| 2               | Sid Belhaj             |  |
| 5               | Boulaye Ba             |  |
| 7               | Michael de Sá Andrade  |  |
| 11              | Landry N'Gala          |  |
| 14              | Samir Alla             |  |
| 18              | Samba Kebe             |  |
| 19              | Adrien Gasmi           |  |
|                 |                        |  |
| Sélectionneur : |                        |  |
| Pierre Jacky    |                        |  |

| Titulaires :    |                     |  |
|                 |                     |  |
| 12              | Rovshan Huseynli    |  |
| 3               | Bolinha             |  |
| 5               | Fineo Araújo        |  |
| 6               | Eduardo             |  |
| 13              | Everton Cardoso     |  |
|                 |                     |  |
| Remplaçants :   |                     |  |
| 1               | Emin Kurdov         |  |
| 2               | Samir Hamzayev      |  |
| 4               | Isa Atayev          |  |
| 7               | Ramiz Chovdarov     |  |
| 8               | Rizvan Farzaliyev   |  |
| 10              | Vassoura            |  |
| 11              | Khatai Baghirov     |  |
| 14              | Vitaliy Borisov     |  |
| 18              | Namig Mammadkarimov |  |
|                 |                     |  |
| Sélectionneur : |                     |  |
| Alesio Da Dilva |                     |  |

| Titulaires :    |                        |  |
|                 |                        |  |
| 1               | Djamel Haroun          |  |
| 6               | Kévin Ramirez          |  |
| 8               | Azdine Aigoun          |  |
| 10              | Abdessamad Mohammed    |  |
| 20              | Souheil Mouhoudine     |  |
|                 |                        |  |
| Remplaçants :   |                        |  |
| 12              | Ba El Maarouf Kerroumi |  |
| 16              | Joévin Durot           |  |
| 2               | Sid Belhaj             |  |
| 5               | Boulaye Ba             |  |
| 7               | Michael de Sá Andrade  |  |
| 11              | Landry N'Gala          |  |
| 14              | Samir Alla             |  |
| 18              | Samba Kebe             |  |
| 19              | Adrien Gasmi           |  |
|                 |                        |  |
| Sélectionneur : |                        |  |
| Pierre Jacky    |                        |  |

| Titulaires :    |                     |  |
|                 |                     |  |
| 12              | Rovshan Huseynli    |  |
| 3               | Bolinha             |  |
| 5               | Fineo Araújo        |  |
| 6               | Eduardo             |  |
| 13              | Everton Cardoso     |  |
|                 |                     |  |
| Remplaçants :   |                     |  |
| 1               | Emin Kurdov         |  |
| 2               | Samir Hamzayev      |  |
| 4               | Isa Atayev          |  |
| 7               | Ramiz Chovdarov     |  |
| 8               | Rizvan Farzaliyev   |  |
| 10              | Vassoura            |  |
| 11              | Khatai Baghirov     |  |
| 14              | Vitaliy Borisov     |  |
| 18              | Namig Mammadkarimov |  |
|                 |                     |  |
| Sélectionneur : |                     |  |
| Alesio Da Dilva |                     |  |

## Statistiques
Hormis les deux finalistes, le Portugal et l’Espagne, avec l’Azerbaïdjan, la France fait partie des deux seules autres équipes avec plus de 40 % de tirs cadrés. Avec les Portugais, les Bleus présentent le meilleur taux de réussite face au but (un but tous les 7,9 tirs).

## Aspect économique

### Maillots
Pour la compétition, la sélection nationale de futsal utilise les mêmes maillots que l'Équipe de France de football au Championnat d'Europe 2016.
Ceux-ci sont confectionnés par l'équipementier Nike. Le maillot domicile comporte deux nuances de bleu, avec un ton plus foncé sur les manches que la couleur présente sur le reste de la tenue. Le maillot extérieur est plus original, reprenant les couleurs du drapeau national, avec le torse en blanc et les manches en bleu et rouge.

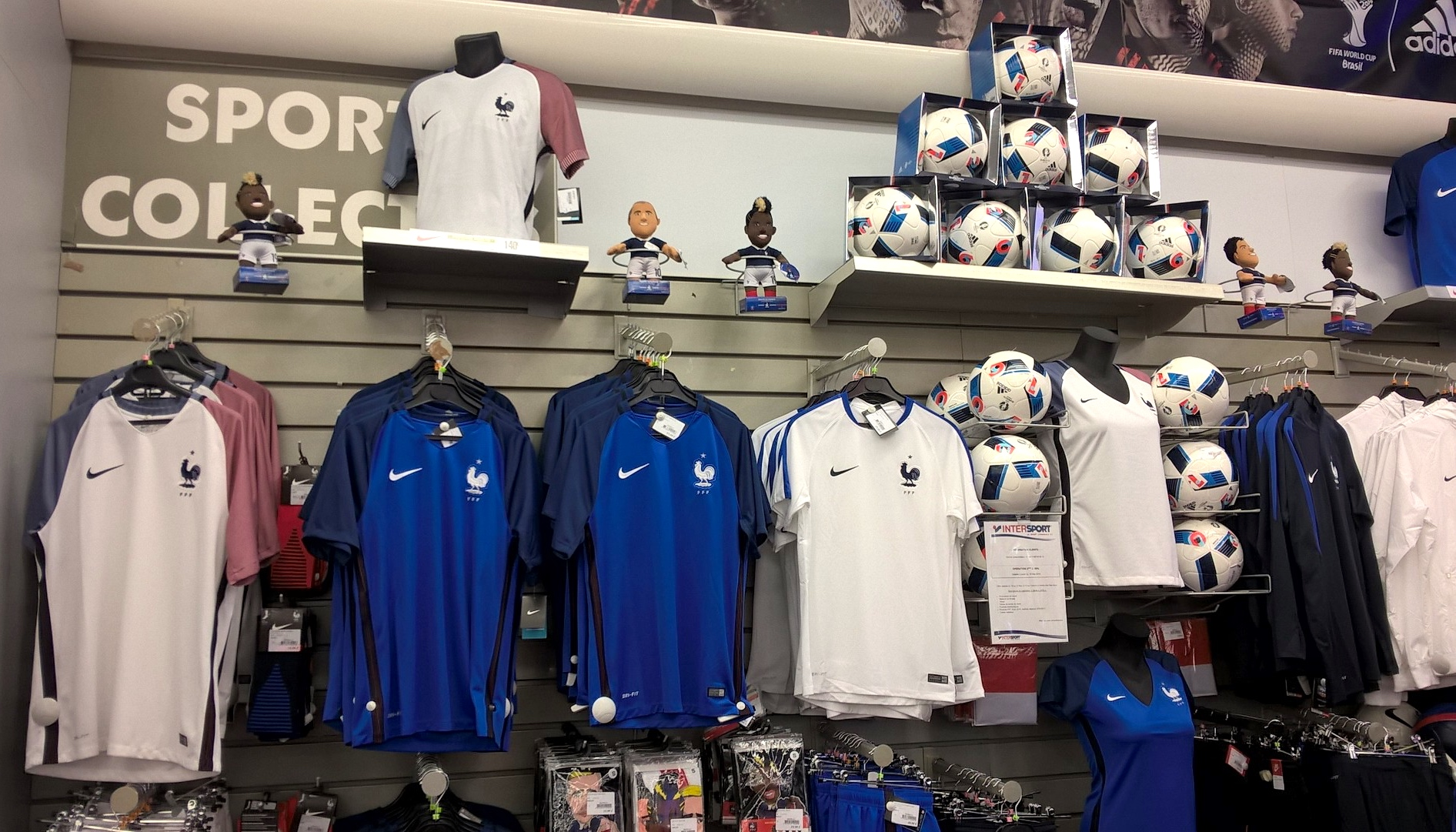
Tenues de l'équipe de France pour l'Euro 2016.

### Audience
Le match retour du barrage de qualification en Croatie est diffusé sur Canal + Sport et sur FFFTV. Tous les matchs de la compétition sont diffusés en direct sur la chaîne L'Équipe.
Pour son premier match dans cet Euro de futsal, face aux tenants du titre espagnols, l'équipe de France réussie à accrocher le nul (4-4) lors d'une rencontre suivie en moyenne par 340 000 téléspectateurs sur la chaîne L'Équipe, diffuseur de la compétition, un pic à 522 000 téléspectateurs en fin de match.
| Tour    | Date                    | Adversaire  | Audience | Part de marché | Diffuseur     |
| ------- | ----------------------- | ----------- | -------- | -------------- | ------------- |
| Barrage | 26 septembre 2017 (19h) | Croatie     |          |                | Canal + Sport |
| Groupe  | 31 janvier 2018 (20h45) | Espagne     | 340 000  |                | L'Équipe TV   |
| Groupe  | 2 février 2018 (17h45)  | Azerbaïdjan |          |                | L'Équipe TV   |